# 塞勒斯 (密蘇里州)
塞勒斯（英語：Sellers）是位於美國密蘇里州劉易斯縣的非建制地區。

## 歷史
塞勒斯的郵局於1890年設立，其後於1907年停運。

## 地理
塞勒斯所處的海拔為高於海平面190米（即623英呎），而該地所採用的時區為UTC-6，即北美中部時區（CST）。同時該地設有夏令時間，為UTC-6調快一小時，即UTC-5（CDT）。